# Meritxell (nome)
Meritxell  è un nome proprio di persona catalano femminile.

## Origine e diffusione

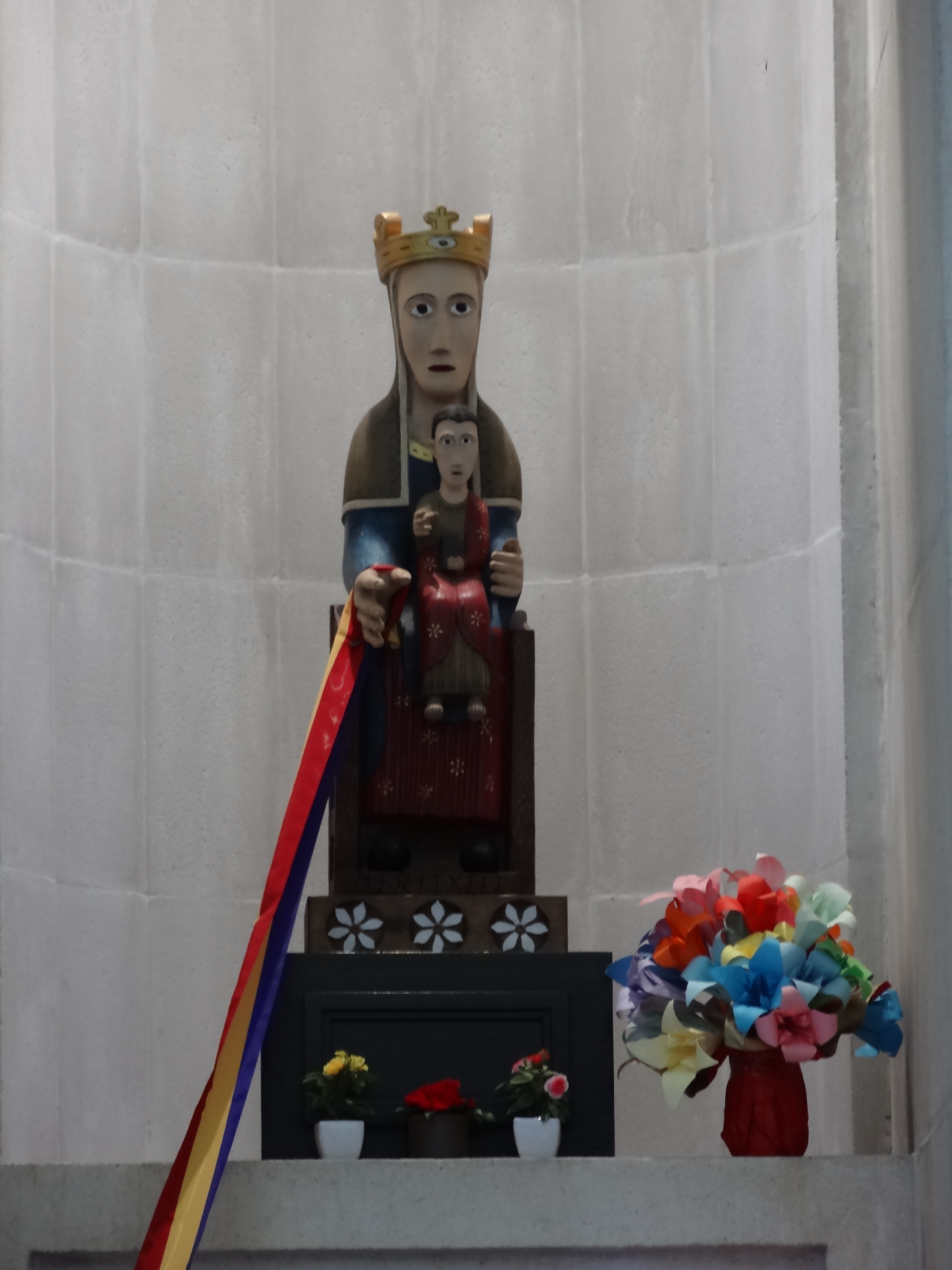
La statua della Madonna di Meritxell nel suo santuario

Si tratta di un nome devozionale, legato al culto della Vergine di Meritxell, un titolo con cui la Madonna è venerata a Meritxell, Andorra. Il toponimo del villaggio è di origine incerta, ma potrebbe derivare dal latino meridies, "mezzogiorno" (con il senso di "orientato verso mezzogiorno").

## Onomastico
L'onomastico si può festeggiare l'8 settembre, giorno in cui si celebra ad Andorra la Vergine di Meritxell, patrona del Paese.

## Persone
- Meritxell Batet, politica spagnola